# Hans Dürer
Hans Dürer (Norimberga, 21 febbraio 1490 – Cracovia, 6 aprile 1538) è stato un pittore, illustratore e incisore tedesco.

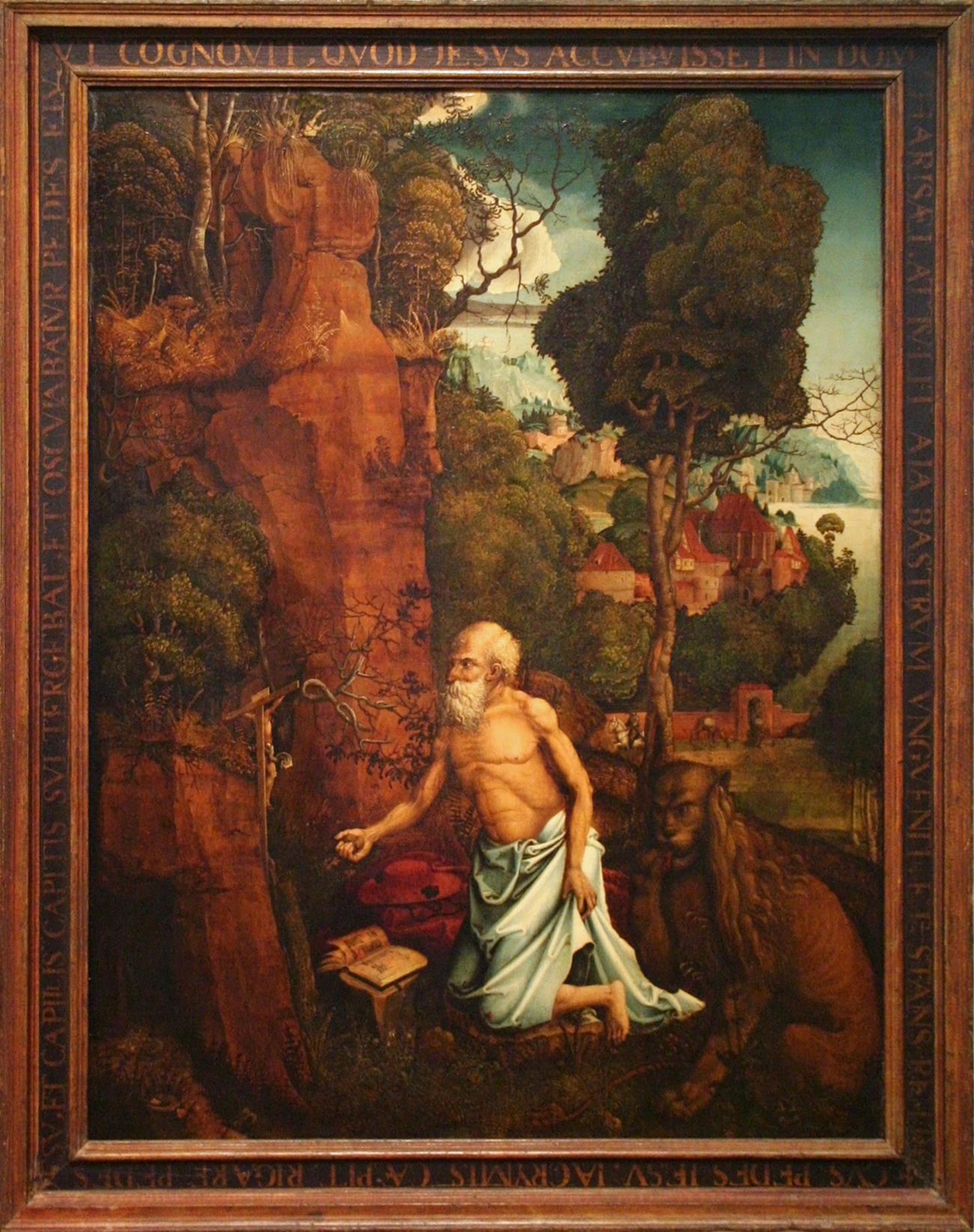
San Girolamo penitente in un paesaggio di Hans Dürer, Galleria Nazionale di Praga

Era il fratello minore di Albrecht Dürer e, dopo di lui, il più talentoso di 17 fratelli, la maggior parte dei quali perirono in tenera età. È certo che si formò nella bottega del suo già famoso fratello. Diventò il pittore di corte di re Sigismondo I il Vecchio di Polonia. Come molti altri artisti norimberghesi, per qualche tempo andò a vivere e a lavorare a Cracovia (dove ci sono ancora in mostra molte delle loro opere d'arte).